# Rio (album Duran Duran)
| Recensione | Giudizio       |
| ---------- | -------------- |
| Discogs    |                |
| All Music  |                |
| Ondarock   | Pietra miliare |

Rio è il secondo album dei Duran Duran, pubblicato per la prima volta il 10 maggio 1982 Dalla EMI Records.

## Copertina
La copertina dell'album è composta da una grafica dell'illustratore statunitense Patrick Nagel e rappresenta una ragazza disegnata nel classico stile dell'artista (soprannominato, appunto, "Nagel Women").
Dopo più di 42 anni viene rivelato che per la realizzazione della copertina l'artista si è ispirato utilizzando una foto della modella Marcie Hunt, estratta dall'edizione di Vogue Paris del febbraio 1981. 
È considerata una delle migliori copertine di tutti i tempi, posizionata al ventunesimo posto nella classifica stilata da Billboard e venticinquesima in quella stilata da VH1.

### Produzione grafica
I Duran Duran avevano, secondo contratto, il controllo sulla direzione creativa ed erano soliti avvalersi di collaboratori esterni piuttosto che del dipartimento creativo interno dell'EMI. Il gruppo suggerì di utilizzare un'illustrazione di Patrick Nagel: Paul Berrow, il manager del gruppo, commissionò all'artista due ritratti. Quando le due grafiche arrivarono, la scelta ricadde immediatamente sull'opera finale la quale "rappresentava perfettamente la ragazza che danza sulla sabbia", in riferimento al testo della titletrack. La composizione grafica fu affidata al grafico britannico Malcolm Garrett. Il ritratto scartato venne utilizzato come copertina per l'edizione limitata del 2001.

## Citazioni
L'LP di Rio appare nella scena del film Oblivion in cui il protagonista, Jack Harper (interpretato da Tom Cruise), sceglie il disco da ascoltare. Nel film Thor: Ragnarok Bruce Banner indossa una t-shirt raffigurante la copertina dell'album.

## Tracce
Testi e musiche di A. Taylor, J. Taylor, R. Taylor, Rhodes e Le Bon.
1. Rio – 5:39
2. My Own Way – 4:51
3. Lonely in Your Nightmare – 3:50
4. Hungry like the Wolf – 3:41
5. Hold Back the Rain – 3:50
6. New Religion – 5:33
7. Last Chance on the Stairway – 4:21
8. Save a Prayer – 5:26
9. The Chauffeur – 5:13

Durata totale: 42:24

## Singoli
- My Own Way / Like an Angel - novembre 1981
- Hungry like the Wolf / Careless Memories (live) - maggio 1982
- Save a Prayer / Hold Back the Rain (remix) - agosto 1982
- Rio / The Chauffeur - novembre 1982

## Formazione
- Simon Le Bon - voce
- Nick Rhodes - tastiere
- John Taylor - basso
- Roger Taylor - batteria
- Andy Taylor - chitarra

## Altri Musicisti e crediti
- Andy Hamilton - sassofono su "Rio"
- Colin Thurston – produttore e ingegnere
- Renate – tecnico
- Malcolm Garrett – disegnatore
- Patrick Nagel – artwork copertine
- Andy Earl – fotografo

## Tour promozionale
Per promuovere l'album, il gruppo intraprese il Rio Tour durante il 1982.